# Перминовы (Орловский район)
 Перминовы  — опустевшая деревня в Орловском районе Кировской области. Входит в состав Орловского сельского поселения.

## География
Расположена на расстоянии примерно 19 км по прямой на север-северо-восток от райцентра города Орлова.

## История
Известна с 1873 года как починок Клобуковский  (Перминовы), где было дворов 10 и жителей 60, в 1905 (Клобуковский  или Перминовы) 12 и 64, в 1926 (Перминовы или Клобуковский ) 10 и 47, в 1950 (Перминовы) 9 и 18, в 1989 5 жителей. С 2006 по 2011 год входила в состав Кузнецовского сельского поселения.

## Население
Постоянное население не было учтено как в 2002 году, так и в 2010.